# Formule 1 v roce 1999
Eddie Irvine zvítězil ve Velké ceně Austrálie, úvodním závodě letošního jubilejního 50. ročníku mistrovství světa formule 1. Na své první vítězství čekal 81 Grand Prix což je pět a půl roku. Ač to vypadalo, že se v první GP bude opakovat scénář z loňské GP Austrálie. Oba McLareny se usadily v čele a ostatní jen sekundovali. Ale začneme pěkně od startu, na ten se oba piloti McLarenu dostali na poslední chvíli, Fin dokonce v náhradním voze. Start se nepovedl Stewartům a kouř nad jejich vozy signalizuje odložení startovacího manévru. Druhý start je již bez komplikací. Třetina závodu je hodně dramatická, nejprve odstavuje svůj McLaren David Coulthard, posléze utržený spoiler Villeneuveova vozu poprvé pozvé safety-car na trať. Restart závodu nezvládl Häkkinenův McLaren a celé pole ho pohlcuje. O znovu vyjetí safety caru se postaral Alessandro Zanardi, když zcela zdemoloval Williams o bariéru. Úvodní závod nové sezóny přináší zajímavou podívanou.
Dvojnásobný mistr světa Michael Schumacher, jenž dokončil zahajovací Grand prix Austrálie až na osmém místě, v Itálii špatně došlápl při joggingu a poranil si kotník, ale jeho start v následující velké ceně není ohrožen.

## Pravidla
- Boduje prvních šest jezdců podle klíče:
  - 1. 10 bodů
  - 2. 6 bodů
  - 3. 4 body
  - 4. 3 body
  - 5. 2 body
  - 6. 1 bod

- Pneumatiky (široké 270 mm) musí mít čtyři drážky. Na každou velkou cenu může mít tým pouze 32 pneumatik (doposud 40).
- Zesílené zavěšení a upevnění kol drátěným lankem (8 mm široké, 25 cm dlouhé) zabrání, aby při případné havárii nelétala desítky metrů daleko a neohrožovala nejen samotné jezdce a diváky, ale i ostatní závodníky.
- Rychlost crash testu na předek vozu byla zvýšena na 46,8 km.
- Sedadla a ochranný kryt jsou do jednotlivých monopostů konstruovány tak, aby jezdci při nárazu poskytly co největší úkryt, Tím se podstatně zmenší riziko úrazu.
- Pokud vůz přijede do boxů, musí zde zůstat minimálně 10 sekund. Ještě vyšší časovou ztrátu nabere jezdec, jenž si zastávku v boxech naplánuje na posledních pět kol. Po průjezdu cílem pak bude penalizován 25 sekundami.

## Složení týmů
| Číslo                                   | Pilot                                      | Testovací pilot                                                               |                                                                               |
| --------------------------------------- | ------------------------------------------ | ----------------------------------------------------------------------------- | ----------------------------------------------------------------------------- |
| McLaren (West McLaren Mercedes)         | McLaren (West McLaren Mercedes)            | Model: MP4/14 Motor: Mercedes FO110G V10 Pneumatiky: Bridgestone              | Model: MP4/14 Motor: Mercedes FO110G V10 Pneumatiky: Bridgestone              |
| 1 2                                     | Mika Häkkinen David Coulthard              | Nick Heidfeld                                                                 |                                                                               |
| Ferrari (Scuderia Ferrari Marlboro)     | Ferrari (Scuderia Ferrari Marlboro)        | Model: F399 Motor: Ferrari 048 V10 Pneumatiky: Bridgestone                    | Model: F399 Motor: Ferrari 048 V10 Pneumatiky: Bridgestone                    |
| 3 4                                     | Michael Schumacher Mika Salo Eddie Irvine  | Luca Badoer                                                                   |                                                                               |
| Williams(Winfield WilliamsF1)           | Williams(Winfield WilliamsF1)              | Model: FW21 Motor: Supertec Renault FB01 V10 Pneumatiky: Bridgestone          | Model: FW21 Motor: Supertec Renault FB01 V10 Pneumatiky: Bridgestone          |
| 5 6                                     | Alessandro Zanardi Ralf Schumacher         | Bruno Junqueira                                                               |                                                                               |
| Jordan(B&H Jordan)                      | Jordan(B&H Jordan)                         | Model: 199 Motor: Mugen Honda MF-301 HD V10 Pneumatiky: Bridgestone           | Model: 199 Motor: Mugen Honda MF-301 HD V10 Pneumatiky: Bridgestone           |
| 7 8                                     | Damon Hill Heinz-Harald Frentzen           | Tomáš Enge                                                                    |                                                                               |
| Benetton (Mild Seven Benetton Playlife) | Benetton (Mild Seven Benetton Playlife)    | Model: B199 Motor: Playlife Renault FB01 V10 Pneumatiky: Bridgestone          | Model: B199 Motor: Playlife Renault FB01 V10 Pneumatiky: Bridgestone          |
| 9 10                                    | Giancarlo Fisichella Alexander Wurz        | Laurent Rédon                                                                 |                                                                               |
| Sauber(Red Bull Sauber Petronas)        | Sauber(Red Bull Sauber Petronas)           | Model: C18 Motor: Petronas (Ferrari) SPE-03A V10 Pneumatiky: Bridgestone      | Model: C18 Motor: Petronas (Ferrari) SPE-03A V10 Pneumatiky: Bridgestone      |
| 11 12                                   | Jean Alesi Pedro Diniz                     | Není                                                                          |                                                                               |
| Arrows(Repsol Arrows)                   | Arrows(Repsol Arrows)                      | Model: A20 Motor: Arrows T2-F1 V10 Pneumatiky: Bridgestone                    | Model: A20 Motor: Arrows T2-F1 V10 Pneumatiky: Bridgestone                    |
| 14 15                                   | Pedro de la Rosa Toranosuke Takagi         | Stephen Watson                                                                |                                                                               |
| Stewart (HSBC Stewart Ford)             | Stewart (HSBC Stewart Ford)                | Model: SF-3 Motor: Ford CR-1 V10 Pneumatiky: Bridgestone                      | Model: SF-3 Motor: Ford CR-1 V10 Pneumatiky: Bridgestone                      |
| 16 17                                   | Rubens Barrichello Johnny Herbert          | Luciano Burti                                                                 |                                                                               |
| Prost (Gauloises Prost Peugeot)         | Prost (Gauloises Prost Peugeot)            | Model: AP02 Motor: Peugeot A18 V10 Pneumatiky: Bridgestone                    | Model: AP02 Motor: Peugeot A18 V10 Pneumatiky: Bridgestone                    |
| 18 19                                   | Olivier Panis Jarno Trulli                 | Stéphane Sarrazin                                                             |                                                                               |
| Minardi(Fondmetal Minardi Ford)         | Minardi(Fondmetal Minardi Ford)            | Model: M01 Motor: Fondmetal VJM1/2 V10 (Ford Zetec R) Pneumatiky: Bridgestone | Model: M01 Motor: Fondmetal VJM1/2 V10 (Ford Zetec R) Pneumatiky: Bridgestone |
| 20 21                                   | Luca Badoer Stéphane Sarrazin Marc Gené    | Gaston Mazzacane                                                              |                                                                               |
| B.A.R (British American Racing)         | B.A.R (British American Racing)            | Model: 001 Motor: Supertec Renault FB01 V10 Pneumatiky: Bridgestone           | Model: 001 Motor: Supertec Renault FB01 V10 Pneumatiky: Bridgestone           |
| 22 23                                   | Jacques Villeneuve Ricardo Zonta Mika Salo | Patrick Lemarié                                                               |                                                                               |

- Seznam jezdců Formule 1
- Seznam konstruktérů Formule 1

## Velké ceny
| Datum              | Grand Prix                                  | Náhled | Akce                  | Jezdec                      | Vůz                         | Stav MS            |
| ------------------ | ------------------------------------------- | ------ | --------------------- | --------------------------- | --------------------------- | ------------------ |
| 1. GP 7. březen    | Austrálie Albert Park (Výsledky)            |        | Závod                 | Eddie Irvine                | Ferrari F399                | Eddie Irvine       |
| 1. GP 7. březen    | Austrálie Albert Park (Výsledky)            | Kolo   | Michael Schumacher    | Ferrari F399                |                             | Eddie Irvine       |
| 1. GP 7. březen    | Austrálie Albert Park (Výsledky)            | Pole   | Mika Häkkinen         | McLaren-Mercedes MP4/14     |                             | Eddie Irvine       |
| 2. GP 11. duben    | Brazílie Interlagos (Výsledky)              |        | Závod                 | Mika Häkkinen               | McLaren-Mercedes MP4/14     | Eddie Irvine       |
| 2. GP 11. duben    | Brazílie Interlagos (Výsledky)              | Kolo   | Mika Häkkinen         | McLaren-Mercedes MP4/14     |                             | Eddie Irvine       |
| 2. GP 11. duben    | Brazílie Interlagos (Výsledky)              | Pole   | Mika Häkkinen         | McLaren-Mercedes MP4/14     |                             | Eddie Irvine       |
| 3. GP 2. květen    | San Marino Imola (Výsledky)                 |        | Závod                 | Michael Schumacher          | Ferrari F399                | Michael Schumacher |
| 3. GP 2. květen    | San Marino Imola (Výsledky)                 | Kolo   | Michael Schumacher    | Ferrari F399                |                             | Michael Schumacher |
| 3. GP 2. květen    | San Marino Imola (Výsledky)                 | Pole   | Mika Häkkinen         | McLaren-Mercedes MP4/14     |                             | Michael Schumacher |
| 4. GP 16. květen   | Monako Circuit de Monaco (Výsledky)         |        | Závod                 | Michael Schumacher          | Ferrari F399                | Michael Schumacher |
| 4. GP 16. květen   | Monako Circuit de Monaco (Výsledky)         | Kolo   | Mika Häkkinen         | McLaren-Mercedes MP4/14     |                             | Michael Schumacher |
| 4. GP 16. květen   | Monako Circuit de Monaco (Výsledky)         | Pole   | Mika Häkkinen         | McLaren-Mercedes MP4/14     |                             | Michael Schumacher |
| 5. GP 30. květen   | Španělsko Circuit de Catalunya (Výsledky)   |        | Závod                 | Mika Häkkinen               | McLaren-Mercedes MP4/14     | Michael Schumacher |
| 5. GP 30. květen   | Španělsko Circuit de Catalunya (Výsledky)   | Kolo   | Michael Schumacher    | Ferrari F399                |                             | Michael Schumacher |
| 5. GP 30. květen   | Španělsko Circuit de Catalunya (Výsledky)   | Pole   | Mika Häkkinen         | McLaren-Mercedes MP4/14     |                             | Michael Schumacher |
| 6. GP 13. červen   | Kanada Circuit Gilles Villeneuve (Výsledky) |        | Závod                 | Mika Häkkinen               | McLaren-Mercedes MP4/14     | Mika Häkkinen      |
| 6. GP 13. červen   | Kanada Circuit Gilles Villeneuve (Výsledky) | Kolo   | Eddie Irvine          | Ferrari F399                |                             | Mika Häkkinen      |
| 6. GP 13. červen   | Kanada Circuit Gilles Villeneuve (Výsledky) | Pole   | Michael Schumacher    | Ferrari F399                |                             | Mika Häkkinen      |
| 7. GP 27. červen   | Francie Magny-Cours (Výsledky)              |        | Závod                 | Heinz-Harald Frentzen       | Jordan-Mugen-Honda 199      | Mika Häkkinen      |
| 7. GP 27. červen   | Francie Magny-Cours (Výsledky)              | Kolo   | David Coulthard       | McLaren-Mercedes MP4/14     |                             | Mika Häkkinen      |
| 7. GP 27. červen   | Francie Magny-Cours (Výsledky)              | Pole   | Rubens Barrichello    | McLaren-Mercedes MP4/14 SF3 |                             | Mika Häkkinen      |
| 8. GP 11. červenec | Velká Británie Silverstone (Výsledky)       |        | Závod                 | David Coulthard             | McLaren-Mercedes MP4/14     | Mika Häkkinen      |
| 8. GP 11. červenec | Velká Británie Silverstone (Výsledky)       | Kolo   | Mika Häkkinen         | McLaren-Mercedes MP4/14     |                             | Mika Häkkinen      |
| 8. GP 11. červenec | Velká Británie Silverstone (Výsledky)       | Pole   | Mika Häkkinen         | McLaren-Mercedes MP4/14     |                             | Mika Häkkinen      |
| 9. GP 25. červenec | Rakousko A1 Ring (Výsledky)                 |        | Závod                 | Eddie Irvine                | Ferrari F399                | Mika Häkkinen      |
| 9. GP 25. červenec | Rakousko A1 Ring (Výsledky)                 | Kolo   | Mika Häkkinen         | McLaren-Mercedes MP4/14     |                             | Mika Häkkinen      |
| 9. GP 25. červenec | Rakousko A1 Ring (Výsledky)                 | Pole   | Mika Häkkinen         | McLaren-Mercedes MP4/14     |                             | Mika Häkkinen      |
| 10. GP 1. srpen    | Německo Hockenheimring (Výsledky)           |        | Závod                 | Eddie Irvine                | Ferrari F399                | Eddie Irvine       |
| 10. GP 1. srpen    | Německo Hockenheimring (Výsledky)           | Kolo   | David Coulthard       | McLaren-Mercedes MP4/14     |                             | Eddie Irvine       |
| 10. GP 1. srpen    | Německo Hockenheimring (Výsledky)           | Pole   | Mika Häkkinen         | Benetton-Playlife B198      |                             | Eddie Irvine       |
| 11. GP 15. srpen   | Maďarsko Hungaroring (Výsledky)             |        | Závod                 | Mika Häkkinen               | McLaren-Mercedes MP4-13     | Eddie Irvine       |
| 11. GP 15. srpen   | Maďarsko Hungaroring (Výsledky)             | Kolo   | David Coulthard       | McLaren-Mercedes MP4/14     |                             | Eddie Irvine       |
| 11. GP 15. srpen   | Maďarsko Hungaroring (Výsledky)             | Pole   | Mika Häkkinen         | McLaren-Mercedes MP4-13     |                             | Eddie Irvine       |
| 12. GP 29. srpen   | Belgie Spa-Francorchamps (Výsledky)         |        | Závod                 | David Coulthard             | McLaren-Mercedes MP4/14     | Mika Häkkinen      |
| 12. GP 29. srpen   | Belgie Spa-Francorchamps (Výsledky)         | Kolo   | Mika Häkkinen         | Ferrari F300                |                             | Mika Häkkinen      |
| 12. GP 29. srpen   | Belgie Spa-Francorchamps (Výsledky)         | Pole   | Mika Häkkinen         | McLaren-Mercedes MP4-13     |                             | Mika Häkkinen      |
| 13. GP 12. září    | Itálie Monza (Výsledky)                     |        | Závod                 | Heinz-Harald Frentzen       | Jordan-Mugen-Honda 198      | Mika Häkkinen      |
| 13. GP 12. září    | Itálie Monza (Výsledky)                     | Kolo   | Ralf Schumacher       | Williams-Supertec FW21      |                             | Mika Häkkinen      |
| 13. GP 12. září    | Itálie Monza (Výsledky)                     | Pole   | Mika Häkkinen         | McLaren-Mercedes MP4/14     |                             | Mika Häkkinen      |
| 14. GP 26. září    | Evropa Nürburgring (Výsledky)               |        | Závod                 | Johnny Herbert              | McLaren-Mercedes MP4/14 SF3 | Mika Häkkinen      |
| 14. GP 26. září    | Evropa Nürburgring (Výsledky)               | Kolo   | Mika Häkkinen         | McLaren-Mercedes MP4/14     |                             | Mika Häkkinen      |
| 14. GP 26. září    | Evropa Nürburgring (Výsledky)               | Pole   | Heinz-Harald Frentzen | Jordan-Mugen-Honda 199      |                             | Mika Häkkinen      |
| 15. GP 17. říjen   | Malajsie Sepang (Výsledky)                  |        | Závod                 | Eddie Irvine                | Ferrari F399                | Eddie Irvine       |
| 15. GP 17. říjen   | Malajsie Sepang (Výsledky)                  | Kolo   | Michael Schumacher    | Ferrari F399                |                             | Eddie Irvine       |
| 15. GP 17. říjen   | Malajsie Sepang (Výsledky)                  | Pole   | Michael Schumacher    | Ferrari F399                |                             | Eddie Irvine       |
| 16. GP 31. říjen   | Japonsko Suzuka (Výsledky)                  |        | Závod                 | Mika Häkkinen               | McLaren-Mercedes MP4/14     | Mika Häkkinen      |
| 16. GP 31. říjen   | Japonsko Suzuka (Výsledky)                  | Kolo   | Michael Schumacher    | Ferrari F399                |                             | Mika Häkkinen      |
| 16. GP 31. říjen   | Japonsko Suzuka (Výsledky)                  | Pole   | Michael Schumacher    | Ferrari F399                |                             | Mika Häkkinen      |

## Konečné hodnocení Mistrovství světa

### Jezdci
1. Mika Häkkinen McLaren 76
2. Eddie Irvine Ferrari 74
3. Heinz Harald Frentzen Jordan 54
4. David Coulthard McLaren 48
5. Michael Schumacher Ferrari 44
6. Ralf Schumacher Williams 35
7. Rubens Barrichello Stewart 21
8. Johnny Herbert Stewart 15
9. Giancarlo Fisichella Benetton 13
10. Mika Salo Ferrari 10
11. Jarno Trulli Prost 7
12. Damon Hill Jordan 7
13. Alexander Wurz Benetton 3
14. Pedro Diniz Sauber 3
15. Olivier Panis Prost 2
16. Jean Alesi Sauber 2
17. Pedro de la Rosa Arrows 1
18. Marc Gené Minardi 1

### Pohár konstruktérů
1. Ferrari 128
2. McLaren 124
3. Jordan 61
4. Stewart 36
5. Williams 35
6. Benetton 16
7. Prost 9
8. Sauber 5
9. Arrows 1
10. Minardi 1

### Národy
1. Velká Británie 144
2. Německo 133
3. Finsko 86
4. Brazílie 24
5. Itálie 20
6. Francie 4
7. Rakousko 3
8. Španělsko 2